# Mönchaltorf
Mönchaltorf (hist. Mönch-Altorff) – miejscowość i gmina (Politische Gemeinde) w północnej Szwajcarii, w kantonie Zurych, w okręgu (Bezirk) Uster. Leży nad jeziorem Greifensee.
Gmina została utworzona w 741 roku jako Villa Altorf. W 872 roku została wspomniana jako Altorf monachorum.

## Demografia
W Mönchaltorfie mieszka 4118 osób. W 2021 roku 17,9% populacji gminy stanowiły osoby urodzone poza Szwajcarią.

W 2000 roku 92,3% populacji mówiło w języku niemieckim, 1,7% w języku włoskim, a 1,1% w języku francuskim.

## Transport
Przez teren gminy przebiega droga główna nr 339.